# La Chapelle-sur-Furieuse
La Chapelle-sur-Furieuse település Franciaországban, Jura megyében. Lakosainak száma 299 fő (2022. január 1.). La Chapelle-sur-Furieuse Rennes-sur-Loue, By, Grange-de-Vaivre, Ivrey, Marnoz, Pagnoz, Saint-Thiébaud és Salins-les-Bains községekkel határos.

## Népesség
A település népességének változása:
| Lakosok száma | 222  | 224  | 254  | 312  | 327  | 322  | 315  | 308  | 306  | 299  |
|               | 1968 | 1982 | 1990 | 2006 | 2013 | 2015 | 2017 | 2019 | 2020 | 2022 |